# Парламентские выборы в Болгарии (2023)
Парламентские выборы в Болгарии 2023 года состоялись 2 апреля после неудачной попытки создать правительство в конце 2022 года и начале 2023 года после предыдущих выборов. В результате выборов было избрано 49-е Народное собрание.

## Избирательная система
240 членов Национальной ассамблеи избираются путем пропорционального представительства по открытым спискам от 31 многомандатного округа с количеством мест от 4 до 16. Избирательный барьер для партий составляет 4 %, места распределяются по методу наибольшего остатка.

## Основные участники выборов
- партии Продолжаем перемены и Демократическая Болгария на этих выборах объединились в одну коалицию.
- коалиция ГЕРБ—СДС
- протурецкая партия Движение за права и свободы (ДПС)
- Болгарская социалистическая партия (БСП)
- «Есть такой народ»
- партия Возрождение
- партия Болгарский восход
- Левица
- НДСВ

Независимые кандидаты по территориям (Веселин Марешки)

## Итоги
Партия «Граждане за европейское развитие Болгарии» набрала 26,49 % и получила 69 мандатов, коалиция «Продолжаем перемены» и «Демократическая Болгария»  набрала 24,57 % голосов и получила 64 мандата,партия Возрождение — 14,16 % голосов и 37 мандатов, протурецкая партия «Движение за права и свободы» — 13,72 % голосов и 36 мандатов,  Болгарская социалистическая партия — 8,93 % голосов и 24 мандата, партия "Есть такой народ" получила — 4,11 % голосов и 11 мандатов.
Остальные партии не преодолели 4%-ого барьера.
Таким образом победила партия ГЕРБ, но голосов у неё недостаточно чтобы создать коалиционное правительство, равно как и у второй коалиции «Продолжаем перемены» и «Демократическая Болгария». 6 июня 2023 было избрано новое ротационное правительство коалиции партий Продолжаем перемены-Демократическая Болгария, поддержанное в парламенте партией ГЕРБ. Премьер-министром Болгарии стал Николай Денков, выдвинутый ПП-ДБ, а вице-премьером стала Мария Габриэль из ГЕРБ, которые через 9 месяцев поменяются местами.
| Партия / коалиция                              | Мест | %     |
| ---------------------------------------------- | ---- | ----- |
| ГЕРБ-СДС                                       | 69   | 28,75 |
| Продолжаем перемены – Демократическая Болгария | 64   | 26,67 |
| Возрождение                                    | 37   | 15,42 |
| ДПС                                            | 36   | 15    |
| БСП                                            | 23   | 9,58  |
| Есть такой народ                               | 11   | 4,58  |
| Итого                                          | 240  | 100   |